# Sorbus armeniaca
Sorbus armeniaca är en rosväxtart som beskrevs av Johan Teodor Hedlund. Sorbus armeniaca ingår i släktet oxlar, och familjen rosväxter. Inga underarter finns listade i Catalogue of Life.